# Hudzivka, Zvenîhorodka
Hudzivka (în ucraineană Гудзівка) este o comună în raionul Zvenîhorodka, regiunea Cerkasî, Ucraina, formată numai din satul de reședință.

## Demografie
Componența lingvistică a comunei Hudzivka
     Ucraineană (99,62%)
     Alte limbi (0,38%)
Conform recensământului din 2001, majoritatea populației comunei Hudzivka era vorbitoare de ucraineană (99,62%), existând în minoritate și vorbitori de alte limbi.